# Rétes
A rétes Magyarországon, Ausztriában és Szerbiában ismert tésztás étel, mely igen lágyra hagyott gyúrt tésztából készül. Feltehetőleg a 16. században török hatásra honosodott meg; elődjei a Balkánon ma is létező filotésztából készült sós és édes pékáruk lehettek. A mai formájú feltekert, töltött rétes a 18–19. század fordulóján alakult ki az Osztrák–Magyar Monarchia területén. A 19. század óta Magyarországon az ünnepi, lakodalmi étkezéseknél hagyományos édességnek számít. A párizsi Ritz Hotel étlapján a 19. század elején szerepelt a „Rétes Hongrois”, melynek elkészítéséhez a réteslisztet Magyarországról rendelték és a cukrászokat Pestre küldték tanulni.

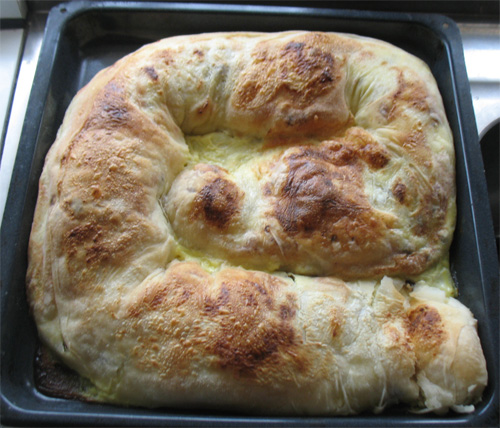
Túrós rétes

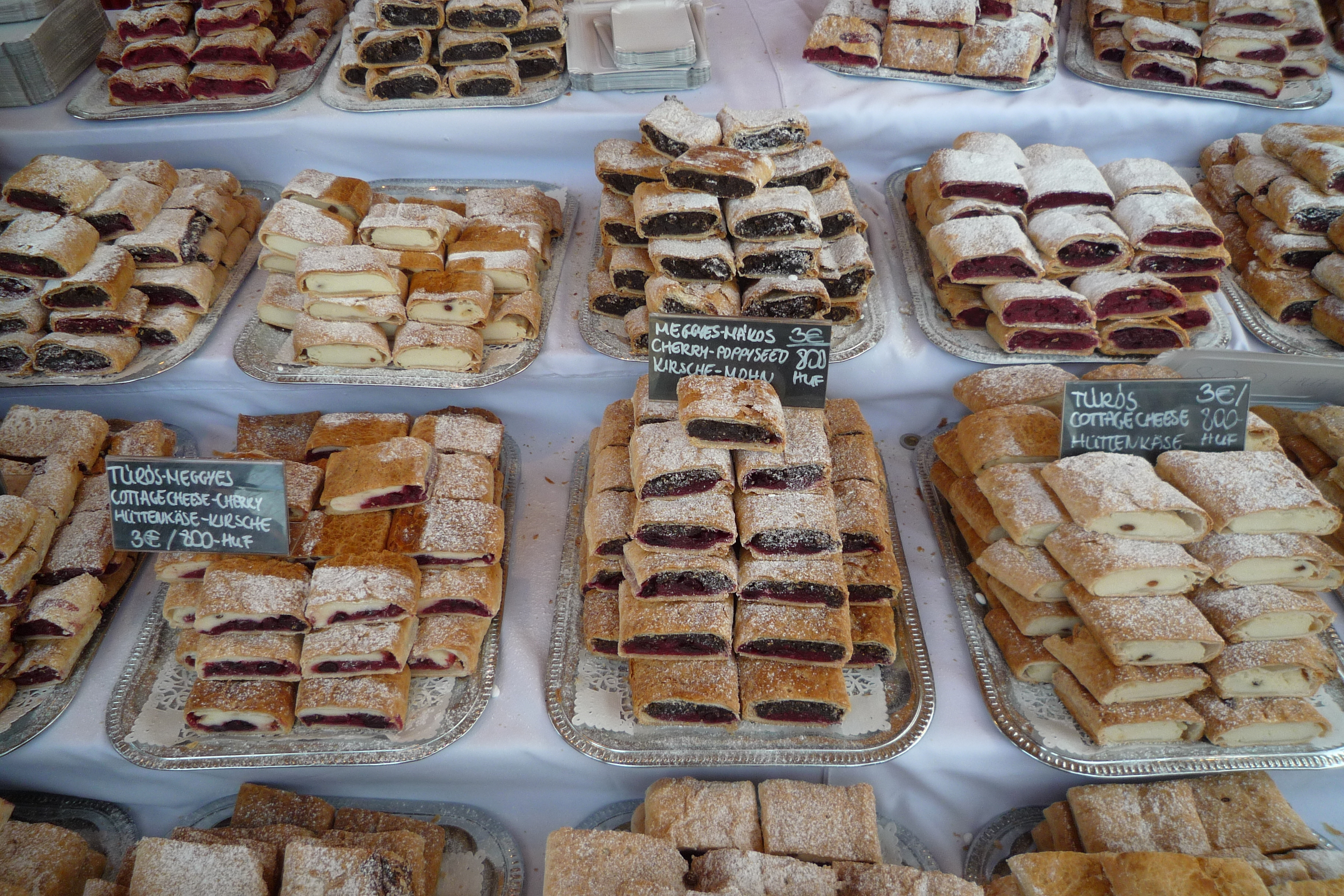
Rétesek

## Régi magyar szakácskönyvekben
Simai Kristóf piarista szerzetes 1795 és 1799 között Selmecbányán lejegyzett kéziratos szakácskönyvében tejfeles, túrós, rizskásás, mákos, almás és káposztás rétes szerepel. A tejfeles réteshez: "Végy fél font lisztet, 4 lat írós vajat, 2 tojást, és sós tiszta vízzel csinálj tésztát belőle, ha elkészült, hagyd, nyugodj ruha vagy tál alatt. Osztán 4 lat főtt vagy írós vajat kétülű tálban fakalánnal verj fel tajtékig, verj közé egy egész és három tojásnak csak a sárgáját, és egy meszely tejfelt. A nyugodt tésztát nyújtsd vékonyra, terítsd terített asztalra, a vastag széleit szedd le, és a felvert tölteléket kend reá, 4 lat masolyaszöllővel hintsd meg, vagy ha tetszik, előbb keverd a tojásos tejfel közé, ’s azután formálj rétest belőle. Forralj 3 verdung vagy többecske jó édes tejet tágos lábosban, a rétest írós vajjal kend meg, tedd a forró tejbe, ’s alól-felül vess tüzet neki és szépen pirítsd meg, ’s melegen add fel."

## Elkészítése
Fél liter lisztre körülbelül 1/4 liter langyos vizet s dió nagyságú zsírt számítva, az egész gyurmát megsózva és kézzel jól leverve fél óráig pihentetjük, azután jól belisztezett abroszon gyúrófával kissé megnyújtjuk, majd kézfővel minden irányban a lehetőségig kinyújtjuk. A tésztának az abrosz széléről lecsüngő peremét óvatosan lefejtjük, a kinyújtott tésztát zsírral meglocsoljuk és miután vagy 5 percig szikkadni hagytuk, tetszés szerint cukorral édesített nyers gyümölccsel, túróval, tejföllel, tökkel, mákkal, dióval vagy más effélével megtöltjük, hengerítjük vagy laposra hajtjuk, s újból megzsírozva egy szintén zsíros bádoglemezen gyorstűz mellett megsütjük. A tölteléke szerint nevezzük aztán almás, cseresznyés, meggyes, diós stb. rétesnek.

## Népszokások
- Sárkeresztesen újévkor rétest sütöttek azzal a magyarázattal, hogy „hosszúra nyújjon az esztendő, sokáig éjjenek”.
- Topolyán farsangkor figyelték a rétest; úgy tartották, hogy ha jól nyúlik, akkor a család szerencsés lesz a következő évben.[5]